# Delfini del Viennois

Stemma dei Delfini del Viennois

I Delfini del Viennois furono i signori e principi di gran parte della regione del Delfinato, titolati col nome di "Delfino" ed il cui centro principale era la città di Vienne, da cui Viennois per indicare anche questo territorio. Questi domini derivavano dall'antica Contea d'Albon.
Ghigo IV per primo si fece soprannominare "Delfino", nel 1110, per le sue insegne che riportavano due delfini, e così anche venne soprannominato suo figlio, Ghigo V, che fu il primo ad essere chiamato "Delfino del Viennois".
Il Viennois prese da essi il nome di Delfinato a partire dal XII secolo. Nel 1349 l'ultimo Delfino indipendente, Umberto II, vendette al re di Francia territorio e titolo; secondo gli accordi di vendita, questi diventarono appannaggio esclusivo del figlio del re, principe ed erede, diretto successore al trono, che da allora perciò venne detto Delfino di Francia.

## Delfini della Contea d'Albon
- Ghigo IV, il Delfino (v. 1095 – 1142), figlio di Ghigo III
sposato a Margherita di Borgogna (1100 – 1164), dalla quale ebbe quattro figli, due femmine e due maschi;
- Ghigo V (v. 1120 – 1162), figlio del precedente
sposato a Beatrice del Monferrato, da quale ebbe una sola figlia: Beatrice d'Albon;
- Beatrice d'Albon, (1161 – 1228) figlia del precedente
sposata tre volte:
  1. Alberico Tagliaferro di Tolosa (1160 circa – 1183), secondo figlio di Raimondo V di Tolosa e di Costanza di Francia (1128 – 1176), figlia di Luigi VI, re di Francia e di Adelaide di Savoia; da Alberico non ebbe figli;
  2. Ugo III, duca di Borgogna (1148 – 1192), figlio di Eudes II di Borgogna e di Maria de Champagne, dal quale ebbe 3 figli (due femmine ed un maschio);
  3. Ugo I di Coligny (1170 – 1205), figlio di Umberto II di Coligny e di Ida di Borgogna, dal quale ebbe due figlie.

## Casa capetingia di Borgogna
- Ghigo VI (1184 – 1237), figlio di Ugo III di Borgogna e di Beatrice d'Albon
sposato a Beatrice di Sabran, poi a Beatrice di Monferrato
- Ghigo VII (v. 1225 – 1269), figlio del precedente e di Beatrice del Monferrato;
sposato a Beatrice di Faucigny (1237 – 1310)
- Giovanni I (1263 – 1282), figlio del precedente
sposato a Bona di Savoia (1275 – 1300), figlia di Amedeo V di Savoia

## Casato della Tour-du-Pin

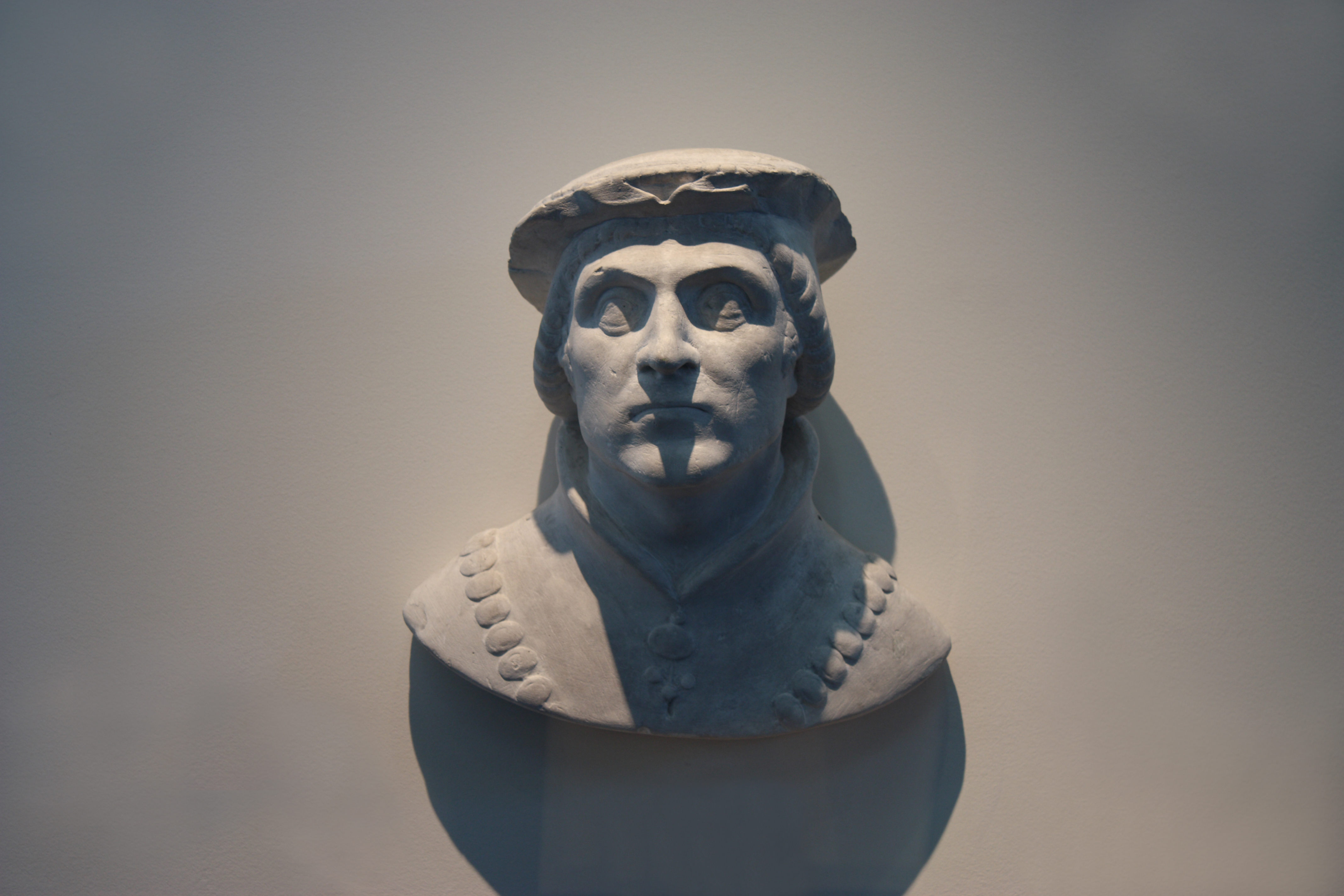
Umberto I de la Tour-du-Pin

- Umberto I (v. 1240 – 1307), cognato del precedente.
sposato con Anna di Borgogna, figlia di Ghigo VII, delfina sino al 1286: grazie a questo matrimonio, con Umberto I inizia il periodo in cui delfino del Viennois sarà un appartenente alla famiglia dei La Tour du Pin;
- Giovanni II (1280 – 1318), figlio del precedente
sposato con Beatrice d'Ungheria
- Ghigo VIII (1309 – 1333), figlio del precedente
sposato ad Isabella di Francia
- Umberto II (1312 – 1355), fratello del precedente
sposato a Maria del Balzo

## Casato di Valois
Nel 1349 il titolo cessa d'esistere autonomamente, inizialmente affiancato, ma poi del tutto sostituito da quello di Delfino di Francia.
- Carlo I del Viennois, nono Delfino del Viennois e primo di Francia, re di Francia col nome di Carlo V.
- Carlo II del Viennois, decimo Delfino del Viennois e secondo di Francia, diventa re col nome di Carlo VI.
- Carlo III del Viennois (1386), undicesimo Delfino del Viennois e terzo di Francia.
- Carlo IV del Viennois (1392-1401), dodicesimo Delfino del Viennois e quarto di Francia.
- Luigi I del Viennois, tredicesimo Delfino del Viennois e quinto di Francia.
- Giovanni III del Viennois, quattordicesimo Delfino del Viennois e sesto di Francia.
- Carlo V del Viennois, quindicesimo Delfino del Viennois e settimo di Francia, più noto come re Carlo VII.
- Luigi II del Viennois, sedicesimo Delfino del Viennois e ottavo di Francia, più noto come re Luigi XI.

Dopo di lui il titolo di Delfino del Viennois cadde completamente in disuso, sostituito semplicemente da quello di Delfino di Francia